# Tommi Martikainen
Tommi Martikainen (né le 13 janvier 1982 à Vaasa) est un coureur cycliste finlandais.

## Palmarès et résultats

### Palmarès par année
- 2005
  -  Champion de Finlande du contre-la-montre
- 2006
  - 3e du championnat de Finlande sur route
- 2008
  - 2e étape du Tour du Maroc
- 2011
  - 3e du championnat de Finlande sur route
  - 3e du championnat de Finlande du contre-la-montre
- 2012
  - 3e du championnat de Finlande du contre-la-montre
- 2016
  - 2e du championnat de Finlande du contre-la-montre
- 2018
  -  Champion de Finlande du contre-la-montre par équipes
  - 2e du championnat de Finlande du contre-la-montre
- 2020
  -  Champion de Finlande du contre-la-montre par équipes
- 2021
  - 2e du championnat de Finlande du contre-la-montre par équipes

### Classements mondiaux
| Année           | 2005 | 2006 | 2007 | 2008 | 2009 | 2010 | 2011 | 2012 | 2013 | 2014 | 2015 | 2016 | 2017 | 2018   |
| --------------- | ---- | ---- | ---- | ---- | ---- | ---- | ---- | ---- | ---- | ---- | ---- | ---- | ---- | ------ |
| UCI Africa Tour |      |      |      | 149e |      |      |      |      |      |      |      |      |      |        |
| UCI Europe Tour | 862e | 723e |      | 525e |      |      | 731e |      | 691e |      |      | 913e |      | 1 014e |